# Садко (фільм)
«Садко» — радянський художній фільм-казка, поставлений в 1952 році режисером Олександром Птушком за мотивами російських онезьких билин про новгородського торговця Садка. У фільмі використані фрагменти з однойменної опери Миколи Римського-Корсакова.

## Сюжет
Садко гарний на обличчя, душею і тілом мужній і голосом співучий. Він заворожував слухачів грою на гуслях. На бенкеті серед купців Великого Новгорода гусляр поскаржився: будь у нього золото та інше багатство, то накупив би червоного товару, спорядив би кораблі і поїхав би шукати шляхи до синього моря і далі… Далекими морями, по роздоллю землі проніс би він славу Великого Новгорода.
Одного разу Садкові випала нагода: одна з дочок морського царя допомогла торговцю спорядити кораблі і з молодецькою дружиною відправитися на Схід. Непрості пригоди були у Садко на чужині: на морському дні у Морського царя побував, у Магараджі в Індійських далях. Звідусіль живим вибирався — російська кмітливість і гуслярська майстерність виручали молодця. Все подивився він у мандрах і, повернувшись додому, зрозумів, що немає краще землі рідної і миліше красуні Любави Буслаївни.

## У ролях
- Сергій Столяров —  Садко
- Алла Ларіонова —  Любава Буслаївна
- Михайло Трояновський —  Трифон
- Надір Малишевський —  Вишата
- Борис Суровцев —  Івашка
- Юрій Леонідов —  Кузьма Ларіонович
- Іван Переверзєв —  Тимофій Ларіонович
- Микола Крючков —  Омелян Данилович
- Сергій Мартінсон —  Чернець
- Михайло Астангов —  Магараджа
- Лев Фенін —  Ватажок варягів
- Степан Каюков —  Морський цар
- Ольга Вікландт —  Цариця-водяница
- Нінель Мишкова —  Ільмень-царівна
- Лідія Вертинська —  Птах Фенікс
- Василь Бокарьов —  Тисяцький   (в титрах не вказаний)
- Сергій Калінін —  Боярин   (в титрах не вказаний)
- Еммануїл Геллер —  Візир   (в титрах не вказаний)
- Микола Хрящиков —  Варяг   (в титрах не вказаний)

## Знімальна група
- Сценарій — Костянтин Ісаєв
- Постановка — Олександр Птушко
- Головний оператор — Федір Проворов
- Художники:

* Євген Куманьков
* Євген Свідєтєлєв
- Композитор — Віссаріон Шебалін (редакція і доповнення)
- Звукооператор — Віктор Зорін
- Постановка танців — С. Корєнь
- Оператор — Костянтин Петриченко
- Художник по костюмах — Ольга Кручиніна
- Комбіновані зйомки:

* Художник — Сергій Мухін
* Оператор — Борис Горбачов  (в титрах не вказаний) 
- Оркестр Міністерства кінематографії СРСР
  - Диригент — Григорій Гамбург
- Директор картини — Макс Гершенгорін